# Бражник Валерій Петрович
Бражник Валерій Петрович (нар. 10 квітня 1979, Кременчук, Полтавська область) — український професійний боксер, срібний призер чемпіонату Європи (2000), неодноразовий чемпіон України.
Тренер — засл. тренер України Богдан Гончар.

## Аматорська кар'єра
За час виступів на аматорському ринзі Бражник був чемпіоном Європи серед юнаків (1995), бронзовим призером чемпіонату Європи серед молоді (1997), чемпіоном України, входив до складу збірної України.
Найбільш успішним для нього став виступ на чемпіонаті Європи 2000.
В 1/8 фіналу Валерій переміг Джеймса Мура (Ірландія) — 11-5, в чвертьфіналі — румуна Лучіана Буте — 9-1, в півфіналі — угорця Міхая Котаї — 9-5, а у фіналі в рівному бою поступився за очками Бюленту Улусой (Туреччина) — 5-5(+), здобувши срібну нагороду.

## Професіональна кар'єра
Переможний дебют Валерія Бражника на професіональному рингу відбувся в Києві 14 травня 2005 року. Демонструючи агресивний бокс, Бражник довго не знав поразок і подавав великі надії. 2012 року він входив до десятки рейтингу WBO в напівсередній вазі.
Травма та ряд інших причин не дозволили Бражнику вийти на топ-рівень.
14 грудня 2013 року в бою проти українця Віктора Плотникова Валерій зазнав поразки нокаутом вже в першому раунді і завершив спортивну кар'єру.